# Fritid

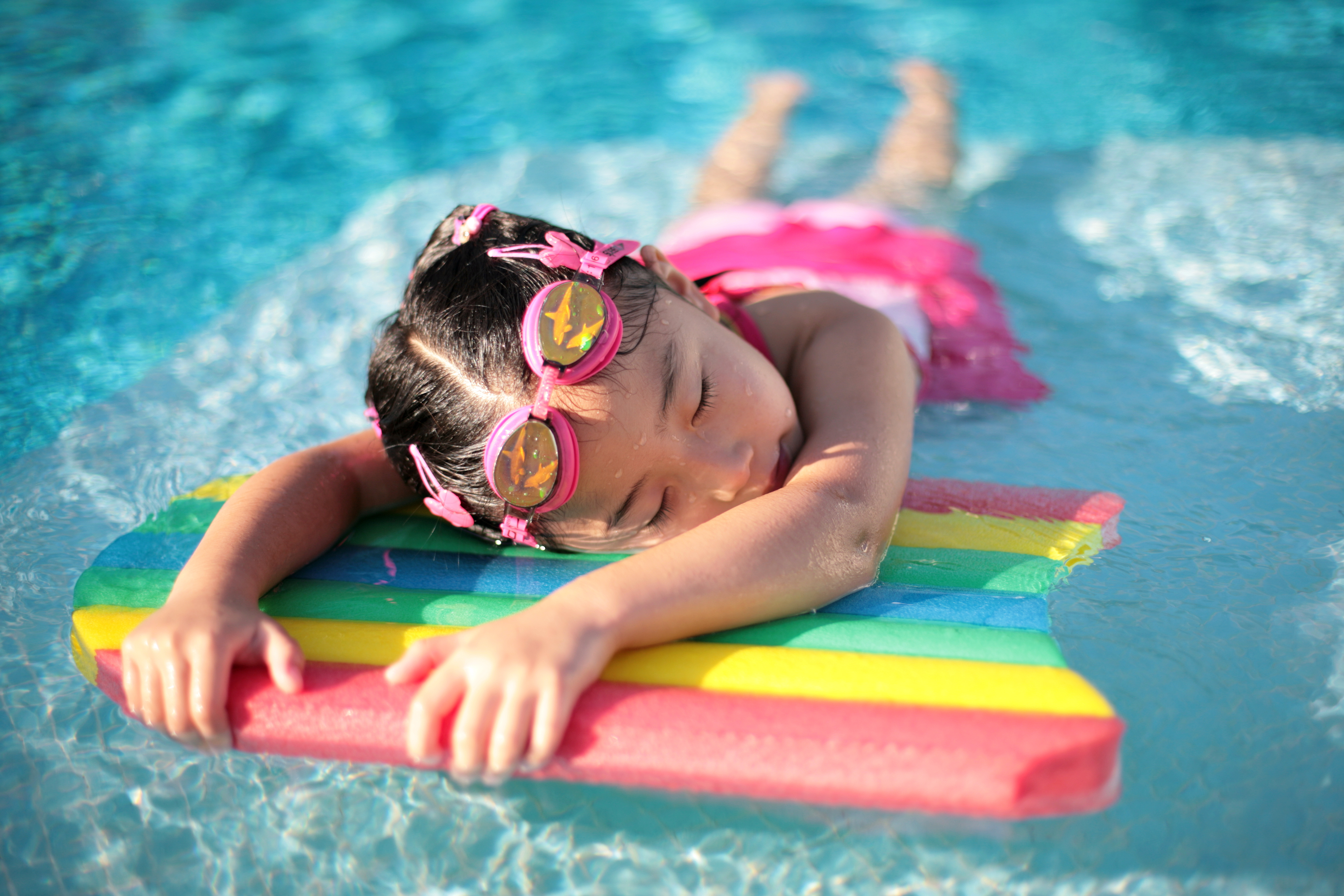
En ung flicka som tillbringar sin fritid i en pool

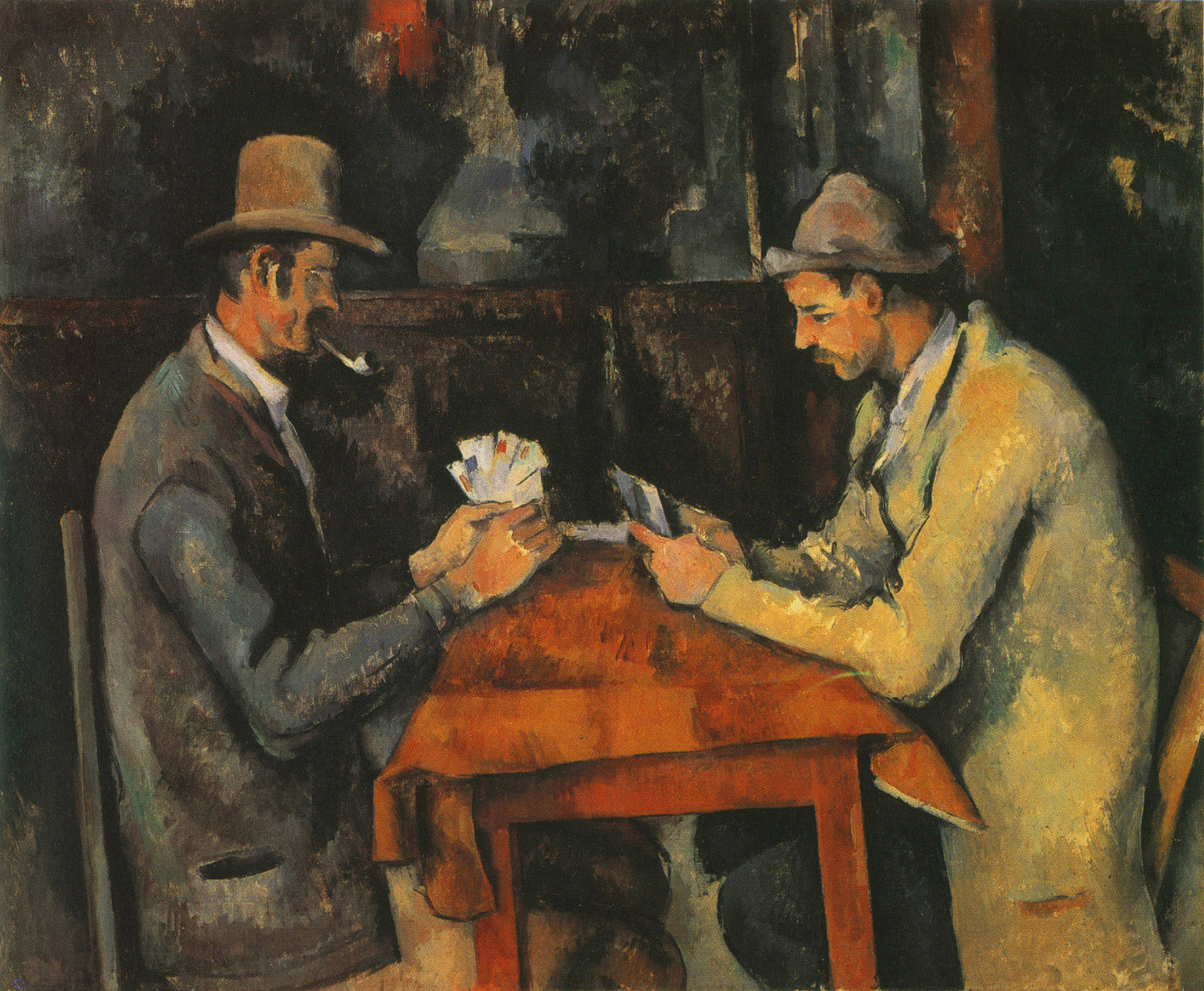
Kortspel är en klassisk fritidssysselsättning. Kortspelarna av Paul Cézanne.

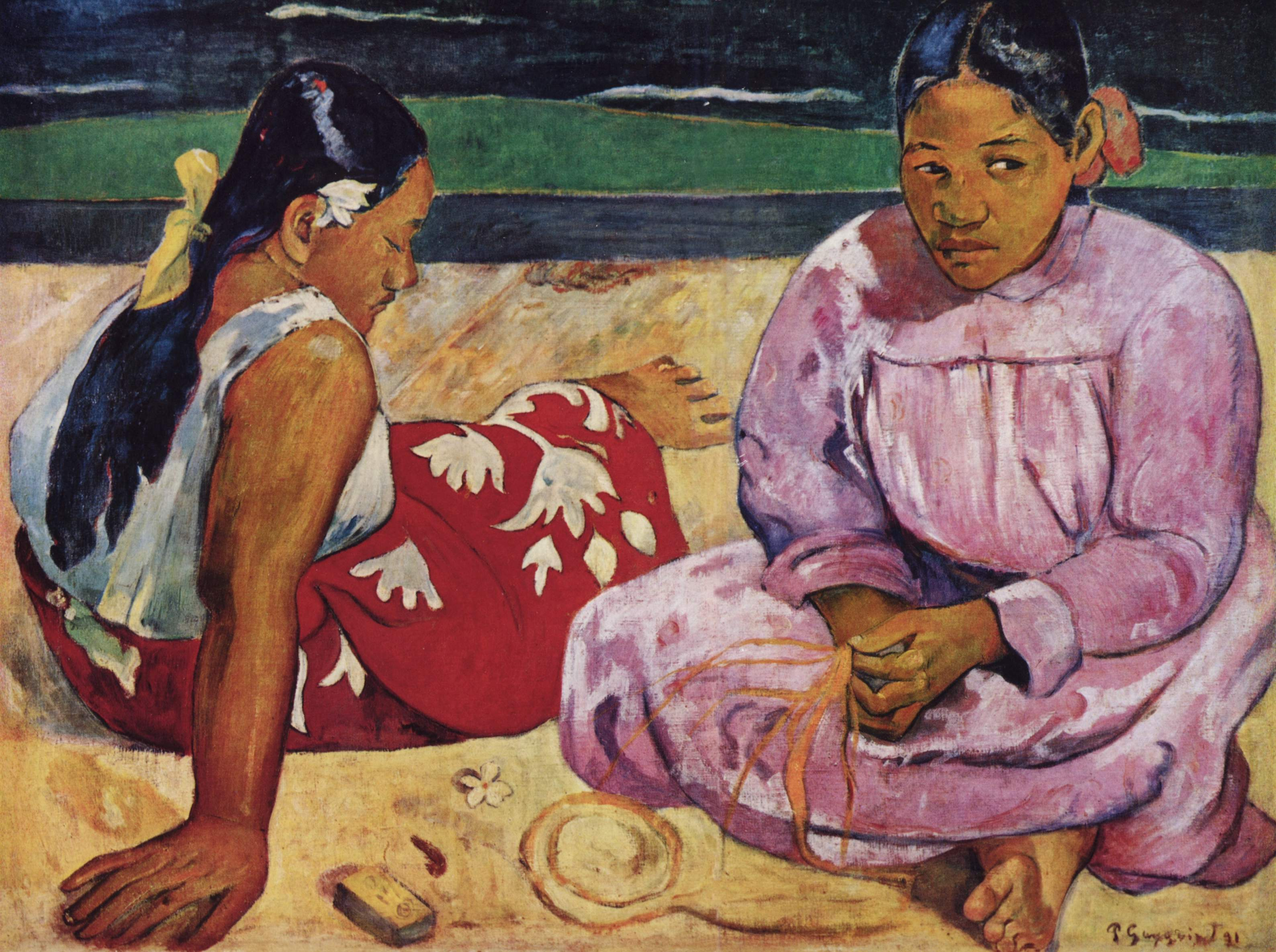
Tahitiska kvinnor på stranden. Paul Gauguin

Fritid kallas den del av dygnet och veckan som inte upptas av arbete, måltider, studier eller sömn.  
Fritid är således i strikt mening all den tid som en person förfogar över själv. I praktiken är den upplevda fritiden avsevärt mindre när en stor del av tiden åtgår för hushållsarbete och resande till och från arbete eller fritidsaktiviteter. 
En klassisk definition kommer från Thorstein Veblen (1899), som beskrev fritid som ett "oproduktivt tidsanvändande".
Rätten till fritid erkänns som en mänsklig rättighet i artikel 24 i FN:s deklaration om de mänskliga rättigheterna.

## Historia
Historiskt har fritid främst varit ett privilegium för överklassen. Först under mitten och slutet av 1800-talet började detta förändras, när arbetstiden förkortades och levnadsstandarden steg – först i Storbritannien och sedan i andra industrialiserade länder. 
Samtidigt påminner historikern Laurent Turcot om att fritid inte är en ny företeelse. Enligt honom har människor i den västerländska kulturen haft former av fritid sedan urminnes tider. Det som däremot är nytt är vårt moderna sätt att förstå och organisera fritid – ett begrepp som växte fram i samband med industrialiseringen. I det tidigare jordbrukssamhället var gränsen mellan arbete och vila mer flytande, och någon tydligt avgränsad "fritid" i dagens mening existerade inte.
I boken ”Kritik av vardagslivet” skriver sociologen och filosofen Henri Lefebvre om hur den moderna synen på fritid defineras i relation till arbetet: ”Fritiden måste bryta med vardagen (eller åtminstone tyckas göra det) och inte bara vad gäller arbete, utan även för det dagliga familjelivet.”

## Fritid och hälsa
När människor upplever att de inte har tillräckligt med fritid kan det leda till stress, trötthet och i längden ohälsa. Som en följd av detta infördes möjligheten för läkare att ordinera friskvård som behandling – till exempel fysisk aktivitet på recept (FaR), vilket har funnits i Sverige sedan 2004.
I såväl forskning som föreläsningar om stressrelaterade sjukdomar betonas vikten av att ha "riktig" fritid – det vill säga tid som är meningsfull och givande. Därför rekommenderas det att aktivt planera in sådan tid i sin vardag.

## Fritid och samhällsplanering
På kommunal nivå hanterades fritidsfrågor tidigare av särskilda fritidskontor under fritidsnämnder. Numera har dessa nämnder ofta slagits samman med exempelvis kulturnämnder, vilket har lett till att två vitt skilda världar mötts. Fritidssektorn har främst ansvarat för frågor som rör sport och rekreation, såsom parker, lekplatser, strövstigar, bad- och grillplatser. Kultursektorn har i sin tur hanterat områden som litteratur, musik, konst, teater och dans.
Regleringen av fritids- och rekreationsanläggningar har också förändrats över tid. Fram till 1987 krävdes inget bygglov för sådana anläggningar, men i och med införandet av den äldre plan- och bygglagen gäller lovplikt för exempelvis nöjesparker, djurparker, idrottsplatser, skidbackar med liftar, campingplatser, skjutbanor, småbåtshamnar, friluftsbad, motorbanor och golfbanor.